# グージョネット
グージョネット（フランス語: goujonette）、グージョン（フランス語: goujon）は、フランス料理の一種。食材を淡水魚の小魚に見立てたフライ料理である。
「グージョン」はワカサギに似た小魚であり、その形に似せて細切りにした食材にパン粉をまぶし、フライにした料理である。

## チキン・グージョネット
鶏肉を用いたものはチキン・グージョネット（chicken goujonetteと呼ばれる。チキンテンダーのバリエーションともされる。
通常のグージョネットは、ヒラメやタラといった魚から作られるが、1983年にピエール・フラニーが骨と皮無しの鶏胸肉から作るアレンジを考案した。